# Disiline

Strukturformel des von Sekiguchi synthetisierten Disilins

Disiline sind chemische Verbindungen mit einer Silicium-Silicium-Dreifachbindung und damit die Silicium-Analoga der Alkine. Strukturell verwandt sind die Siline, bei denen eine Kohlenstoff-Silicium-Dreifachbindung vorliegt. Auf Grund ihrer Instabilität und sehr hohen Reaktivität sind sie nur sehr schwierig experimentell zugänglich.

## Geschichte
1991 wurde versucht, durch schnelle Abkühlung von verdünntem Monosilan-Plasma auf −196 °C mit Si2H2 ein Silicium-Äquivalent zu Acetylen zu erhalten. Es zeigte sich im Mikrowellenspektrium, dass in den erhaltenen Molekülen allerdings keine Dreifachbindung, sondern verbrückende 3-Zentren-2-Elektronen-Bindungen vorliegen. In theoretischen Dichtefunktionaltheorie-Berechnungen wurde aber gezeigt, dass große Substituenten das Molekül so verändern, dass dann keine 3-Zentren-2-Elektronen-Bindung, sondern eine Dreifachbindung der stabilste Zustand sein sollte.
In weiteren Versuchen zeigte sich, dass die Wahl des richtigen Substituenten für den Erhalt einer Silicium-Silicium-Dreifachbindung entscheidend ist. So ist bei der Reaktion von 2,6-Dimesitylphenyltrifluorosilan mit Natrium das entstehende Disilin so reaktiv, dass es sofort weiter reagiert und in C-C-Bindungen insertiert.
Die erste Synthese eines stabilen Disilins gelang schließlich 2004 Akira Sekiguchi. Er synthetisierte 1,1,4,4-Tetrakis[bis(trimethylsilyl)methyl]-1,4-diisopropyl-2-tetrasilin in Form eines grünen, bei bis zu 100 °C stabilen, kristallinen Feststoffes.

## Gewinnung und Darstellung
Die Darstellung des ersten stabilen Disilins gelang durch Reduktion von 2,2,3,3-Tetrabrom-1,1,4,4-tetrakis[bis(trimethylsilyl)methyl]-1,4-diisopropyltetrasilan mit KC8.

## Eigenschaften
Die Bindungslänge einer Silicium-Silicium-Dreifachbindung beträgt 206 pm und ist damit deutlich länger als die Bindungslänge einer Kohlenstoff-Kohlenstoff-Dreifachbindung mit 120 pm. Wie beim Kohlenstoff nimmt die Bindungslänge von der Einfach- zur Dreifachbindung hin ab. Während die Bindungslänge eines organischen Silans bei 235–270 pm liegt, liegt sie bei Disilenen bei etwa 220 pm.
Im Gegensatz zu Alkinen ist die Silicium-Silicium-Dreifachbindung nicht linear, sondern gewinkelt angeordnet. Die Reste sind trans angeordnet, es wurde ein Winkel von 137 ° gemessen.
Bei sterisch nicht ausreichend abgeschirmten Disilinen ist eine Dimerisierung möglich. So reagiert ein Disilin mit zwei Tri-tert-butylsilan-Gruppen direkt weiter zu einem tetraedrischen Tetrasilan.